# سنگ‌چشم کوهستان
سنگ‌چشم کوهستان (نام علمی: Lanius validirostris) نام یک گونه از سرده سنگ‌چشم‌های معمولی است.